# Tom Codrick
Thomas H. Codrick dit Tom Codrick est un artiste de layout et directeur artistique américain. Il est principalement connu pour son travail au sein de studios Disney.

## Filmographie
- 1937 : Blanche-Neige et les Sept Nains, directeur artistique
- 1940 : Fantasia, segment L'apprenti Sorcier, directeur artistique
- 1942 : Bambi, directeur artistique
- 1943 : Victoire dans les airs, directeur artistique
- 1949 : Le Crapaud et le Maître d'école, layout
- 1950 : Cendrillon, layout
- 1951 : Alice au pays des merveilles, layout
- 1953 : Peter Pan, layout
- 1955 : La Belle et le Clochard, layout
- 1959 : La Belle au bois dormant, layout
- 1967 : Le Livre de la jungle, layout
- 1999 : Fantasia 2000, segment L'apprenti Sorcier, directeur artistique